# Синтай (синтоизм)
Синтай (яп. 神体) или го-синтай (яп. 御神体) — объекты, расположенные в синтоистских храмах или поблизости от них и почитаемые как вместилище духа ками. Слово «синтай» обозначает «тело ками». Используемые в дзиндзя синто синтай могут также именоваться митамасиро (яп. 御霊代).

Гора Фудзи, наиболее известный синтай

Несмотря на значение термина, синтай не являются частью ками. Скорее, они являются временным вместилищем, делающим ками доступным для поклонения человеческих существ. Понятие синтай близко к понятию ёрисиро — объектов, способных притягивать к себе ками.

## Описание
Наиболее известными синтай являются созданные человеком объекты, такие как зеркала, мечи, драгоценности магатама, используемые в религиозных церемониях жезлы гохэй и скульптуры ками, называемые синдзо (яп. 神像). Также синтай могут быть и природные объекты, такие как камни, горы, деревья и водопады. В прошлом синтай могли стать даже статуи буддистских божеств. Однако данная практика прекратилась в 1856 году, когда в результате действия синбуцу бунри ками и Будды были законодательно разделены между собой.
Известные синтай включают в себя зеркало Аматэрасу Ята-но-Кагами, входящее в императорские регалии, горы Мива и Нантай, водопад Нати и скалы Мэото Ива. Рассматриваемые как синтай горы могут также именоваться синтайдзан (яп. 神体山) — «горы синтай». Самым известным синтай без сомнений является гора Фудзи. Синтай могут быть и люди. Так, живыми синтай считаются лучшие борцы сумо, ёкодзуна. Поэтому они опоясываются верёвкой симэнава, призванной защитить святые объекты от злых духов. Также живым синтай может стать синтоистский священник каннуси, когда в ходе религиозной церемонии в его тело войдёт ками.
Синтай являются необходимым элементом для закладки нового храма. При этом может использоваться как уже существующий природный синтай, так и синтай, созданный специально для создания храма. Примером естественного синтай может служить водопад Нати, почитаемый в святилище Хирю. Считается, что в водопаде живёт ками Хирю Гондэн. Примером создания рукотворного синтай могут быть церемонии бунрэй и кандзё. В ходе этих ритуалов дух ками, называемый митама, разделяется надвое, и одна из его частей помещается в ёрисиро. Таким образом может быть создана целая сеть храмов, в каждом из которых живёт один и тот же ками.
Первостепенной ролью святилища является предоставление синтай и живущему в нём ками места и защиты. Если святилище имеет больше одного строения, дом, содержащий синтай, становится хондэн — местом, существующим исключительно ради синтай. Хондэн всегда закрыт для публики и не используется для молитв или иных религиозных церемоний. Сам синтай хранится завёрнутым во множество слоёв материи, и ввиду запрета на разглядывание святых предметов многие священнослужители даже не знают, что этот синтай из себя представляет. Синтай покидает свой хондэн лишь во время фестивалей мацури. На это время его помещают в переносное святилище микоси и носят по улицам, среди верующих. Микоси используется как для защиты синтай, так и для скрытия его от лишних взглядов.